# Télévision en Algérie

Logo visuel de la Télévision algérienne

La télévision en Algérie est apparue pour la première fois le 24 décembre 1956 avec l'installation d'un émetteur de la RTF à Alger (Cap Matifou). C'est en 1963 que la première chaîne de télévision algérienne (appartenant à la Radiodiffusion télévision algérienne) est créée. Ce n'est qu'en 2014 que l'ouverture de chaînes privées a été autorisée par la loi mais celles-ci diffusent actuellement depuis l'étranger.

## Chaînes publiques
La première chaîne de télévision est une émanation de la Radiodiffusion-télévision française (RTF) créée à Alger en 1956 et diffusant en français et en arabe avec 11 heures de programmes hebdomadaires communs avec la France et 21 heures produites localement avec notamment un journal télévisé présenté entre autres par Jean-Pierre Elkabbach.
Après un premier émetteur inauguré à Alger le 24 décembre 1956, un second le 22 février 1958, un premier à Oran le 17 décembre 1958, un autre au sommet de Chréa pour une large diffusion en janvier 1960 puis enfin un dernier à Constantine le 26 octobre 1960 achève la progression de la télévision française en Algérie.
À l'indépendance, la télévision publique est née le 28 octobre 1962 avec la création de la Radiodiffusion-télévision algérienne (RTA), prenant la succession de la RTF. Son statut va changer en 1986 puis en 1991.
Neuf autres chaînes publiques reprenant en grande partie les programmes de la chaîne terrestre sont être créées entre 1994 et 2022.
- TV1, depuis le 28 octobre 1962
- Canal Algérie, depuis 1994
- TV3, depuis le 26 mars 2020
- TV4 Tamazight, depuis le 18 mars 2009
- TV5 Coran, depuis le 18 mars 2009
- TV6, chaîne axée sur la jeunesse depuis le 26 mars 2020
- TV7, chaîne éducative depuis le 19 mai 2020
- TV8, chaîne axée sur la mémoire historique depuis le 1er novembre 2020
- TV9, chaîne parlementaire et politique depuis le 26 mai 2022
- AL24 News, chaîne internationale d'informations en continu 30 octobre 2021

## Chaînes privées
Bien que l'ouverture du champ audiovisuel n'a été votée qu'en 2014, plusieurs chaînes diffusant via satellite et s'adressant aux algériens ont été créées depuis 2002. Leur nombre a explosé à partir de 2011 mais aucune ne diffuse sur le réseau hertzien. Elles sont en quelque sorte, un relai du pouvoir en place.
La première fut Khalifa TV, diffusant depuis la France et puis de Londres du 12 septembre 2002 au 15 mars 2005.

## Audimat
| Position | Télévision  | Groupe                             | Part (%) |
| -------- | ----------- | ---------------------------------- | -------- |
| 1        | A3          | Établissement public de télévision | 15.5%    |
| 2        | Ennahar TV  | Groupe Ennahar                     | 13.3%    |
| 3        | Echorouk TV |                                    | 13,1%    |
| 4        | Nessma      | Karoui & Karoui World              | 10,2%    |